# Pseudosiderastrea formosa
Pseudosiderastrea formosa is een rifkoralensoort uit de familie van de Siderastreidae. De wetenschappelijke naam van de soort is voor het eerst geldig gepubliceerd in 2012 door Pichon, Chuang & Chen.